# Євген Кумичич
Євген Кумичич (Eugen Kumičić, 11 січня 1850 —13 травня 1904) — хорватський письменник епохи реалізму, журналіст, політик.

## Життєпис
Народився у містечку Брсеч (сучасна Приморсько-Ґоранська жупанія, Хорватія). Спочатку освіту отримав у місцевій парафіяльній школі. Потім закінчив середню школу у Фіуме (сучасна Рієка). Після цього поступив на медичний факультет Празького університету, проте, недовчившись, переводиться до Віденського університету на філософський факультет.
Після закінчення університету викладав у коледжах Спліта, Задара, Загреба. З 1875 по 1878 він перебував у Парижі, потім нетривалий час у Венеції. З 1879 до 1883 року викладав у Загребі. Водночас починає співробітничати з журналами — у 1882–1883 роках — «Хорватською вілою», у 1887–1888 роках з «Хорватією».
У 1884 році обирається до Сабору Хорватії, де відстоював інтереси хорватів від зазіхань угорського королівського уряду. У 1895 році обирається заступником голови Демократичної партії. Водночас все більше часу присвячує літературній діяльності. Помер у Загребі у 1904 році.

## Творчість
Доробок Євгена Кумичича складається з 8 романів, 12 повістей, 1 новели («Випадок»), 4 есе, 2 драм («Сестри» та «Вакансії»), 1 комедії («Сімейна таємниця»).
Творчість знаменно як приклад жанрової специфіки хорватської реалістичної літератури 1880-1890-х років, пов'язаної з розвитком роману із життя сучасного суспільства в його соціальному аспекті. Своє естетичне кредо він виклав у статті «Про роман» 1883 року, спрямованої на захист реалізму.
Найважливішими творами є романи з сучасного авторові життя: «Ольга і Ліна» (1881 рік), «Здивовані свати» (1883 рік), «Пані Сабіна» (1883 рік), «Сирота» (1885 рік), де критично зображена соціальна дійсність того часу.
Його історичні романи «Змова Зрінські-Франкопан» (1892–1893 роки) та «Королева Лепа» (1902 рік) містять романтичні елементи, пов'язані з ідеалізацією старовинної хорватської шляхти.